# АутФест
АутФест (енгл. Outfest) раније Gay and Lesbian Media Festival and Conference амерички је ЛГБТ фестивал филма који се одржава сваке године у Лос Анђелесу.
Први фестивал одржан је 1982. године и основао га је Стуарт Тимонс, награђивани амерички новинар, историчар, активиста и аутор историје ЛГБТ особа.
Награде које се додељују на Оутфесту називају се „Outies“. Награде додељују публика и стручни жири у 16 категорија.
Током издања 2020. године представљен је документарни филм Излечени.